# Europahalle
El Europahalle es una arena techada ubicada en Karlsruhe, Alemania. Tiene una capacidad para 4600 personas y es casa del equipo BG Karlsruhe.
También suelen ofrecerse conciertos, una de las bandas que se ha presentado en la arena ha sido Queen
- Datos: Q323742
- Multimedia: Europahalle (Karlsruhe) / Q323742